# Slow Cinema
O slow cinema, ou cinema lento, é uma vertente do cinema que enfatiza tomadas longas e é tipicamente caracterizado por um estilo minimalista, observacional e com pouca ou nenhuma narrativa. Às vezes é chamado de "cinema contemplativo".

## História
Os progenitores do gênero incluem Andrei Tarkovsky, Ingmar Bergman, Michelangelo Antonioni, Robert Bresson, Pier Paolo Pasolini, Aleksandr Sokurov, Béla Tarr, Chantal Akerman, Theo Angelopoulos e outros. Tarkovsky argumentou que "acredito que o que leva uma pessoa normalmente ao cinema é por conta tempo".
O diretor grego Theo Angelopoulos foi descrito como um "ícone do chamado movimento Slow Cinema".
Movimentos recentes do cinema underground, como o cinema remodernista, compartilham a sensibilidade do cinema lento ou contemplativo. Os exemplos incluem The Turin Horse de Béla Tarr, Cavalo Dinheiro de Pedro Costa, as obras de Fred Kelemen e The Earth Still Move de Pablo Chavarría Gutiérrez.
G. Aravindan foi um cineasta cujas obras como Kanchana Sita, Thampu e Esthappan foram consideradas como incorporando um estilo único e original de cinema contemplativo, onde a sensibilidade estética e os insights filosóficos da cultura indiana podem encontrar um modo de expressão meditativo em contextos mais universais de humanismo e transcendentalismo.
O AV Festival realizou um Slow Cinema Weekend no Star and Shadow Cinema em Newcastle, Reino Unido, em março de 2012, incluindo os filmes de Rivers, Lav Diaz, Lisandro Alonso e Fred Kelemen.
Exemplos recentes também incluem filmes de Benedek Fliegauf, Apichatpong Weerasethakul, Tsai Ming-Liang, Lav Diaz, Sergei Loznitsa, Carlos Reygadas, Sharunas Bartas, Pedro Costa e Abbas Kiarostami.

## Recepção
A Sight & Sound observou sobre a definição de cinema lento que "a duração de uma tomada, na qual grande parte do debate gira, é uma medida bastante abstrata se divorciada do que ocorre dentro dela". The Guardian contrastou as tomadas longas do gênero com a duração média de dois segundos dos filmes de ação de Hollywood e observou que "eles optam por ruídos ambientais ou gravações de campo em vez de design de som bombástico, adotam esquemas visuais suaves que exigem o olhar do espectador para trabalhar mais e evocar um senso de mistério que brota das paisagens e costumes locais que eles representam mais do que da convenção genérica. O gênero foi descrito como um "ato de resistência organizada".
Foi criticado como indiferente ou até hostil ao público. Uma reação de Nick James da Sight & Sound, e captada por escritores online, argumentou que os primeiros usos de longas tomadas eram "provocações aventureiras criadas por extremistas", enquanto os filmes recentes "operam dentro de um idioma artístico padrão e reconhecido". O blog de filmes do The Guardian concluiu que "ser menos exageradamente precioso sobre filmes que provavelmente são impenetráveis até mesmo para o público mais bem informado parece uma ideia." Dan Fox da Frieze criticou a dicotomia do argumento de 'filisteu' vs 'pretensioso' e a redutividade do termo "cinema lento".